# L'Hiver (littérature)
Pour les articles homonymes, voir L'Hiver.
L'Hiver est un ouvrage sous forme d'album alternant textes, peintures et photos de l'écrivain Bernard Clavel, paru aux éditions Nathan en 2003.

## Introduction
Dans ce livre-album, Bernard Clavel nous emmène dans ses impressions d'hiver, des souvenirs du temps de son enfance à Lons-le-Saunier, sa joie, son regard émerveillé quand il découvre le jardin de son père tout brillant et recouvert de givre, ses balades sur les berges de fleuves glacés, le choc qu'il reçut à Saint-Télesphore et dans le Nord québécois qu'il habita quelques années avec sa femme, la québécoise Josette Pratte. C'est aussi le peintre Clavel qui se révèle ici avec des dessins, des aquarelles et des photographies qu'il a minutieusement choisis pour illustrer cet album. 
Il aurait pu reprendre la phrase de son ami Gilles Vigneault : « Mon pays, ce n'est pas un pays, c'est l'hiver. » À n'en pas douter, c'est sa saison préférée. Il l'a longuement évoqué dans ses romans, ses séries romanesques en particulier, Les Colonnes du ciel et ces hommes fuyant la guerre dans les rigueurs de l'hiver jurassien et Le Royaume du Nord qui se passe au Québec et dans le nord canadien dans le désert gelé de l'Abitibi. Ses nouvelles et ses romans 'canadiens' ont le plus souvent pour décor les longs hivers de ces contrées, que ce soit l'évocation de L'Homme du Labrador ou le roman du grand nord Le Carcajou.

## Structure de l'ouvrage
Les textes de Bernard Clavel
- Le jardin de mon père
- L'école de la vie
- Noble vignoble
- Le Haut-Jura
- Le Rhône
- Reverole (Jura)
- Les rives du Lough Corrig
- Côte-des-neiges
- Saint-Télesphore
- Solitude
- Un trou dans la glace
- Le redoux
- Les glaces du Saint-Laurent
- Jean Ferguson
- La baie James
- Printemps 2003